# Вышеслав Владимирович
Вышесла́в Влади́мирович (около 977 — после 1010, Новгород) — князь Новгородский с около 988 года, старший сын Владимира Святославича.

## Биография
Родился не позднее 980 года (скорее всего около 977 года) от первой жены Владимира варяжки Оловы (или Олавы, по другим сведениям «чехини»). Умер после 1010 года в Новгороде. На новгородском престоле его заменил в то время ещё Ростовский князь Ярослав Мудрый. Старшие братья Ярослава, которые могли заменить Вышеслава в Новгороде, по разной причине были лишены этой возможности: Изяслав умер в 1001 году, а Святополк после 1013 года был переведён в Вышгород под надзор отца.
Существует версия более ранней гибели Вышеслава. Соответственно рассказам саг, Сигрид Гордая, вдова конунга Швеции Эрика, который умер в 993 году, отвергла сватовство конунга из Гардарики-Руси по имени Виссавальд и сожгла его самого со свитой в доме после банкета в честь встречи. Случилось это около 995 года. Ф. А. Браун отождествил Виссавальда с Всеволодом Владимировичем. Но Всеволод получил Волынь, сватать ему могли разве мазовецкую или польскую княжну. Кроме того, в 995 году ему было лишь 11 лет. На руку Сигрид, которой было около 20 лет, больше мог претендовать Вышеслав, которому тогда было 16-17 лет и земли которого находились по соседству с Швецией. Для династического брака, которым скрепляли соглашения, различие в возрасте не могло быть преградой. Но Сигрид, а возможно, её окружение, выбрали союз с Данией, скреплённый браком с конунгом Свеном Вилобородым.
Сигрид некоторое время правила от лица своего малолетнего сына Олафа. Союз Швеции и Дании был направлен против Владимира, успехи которого, наверное, неоднозначно воспринимались соседями. Приблизительно в то же время ярл Эйрик, сын норвежского ярла Хакона, что нашёл приют при шведском дворе, захватил и сжёг Ладогу. Но, правда, это было сделано из ненависти к королю Олафу, которого поддерживал Владимир, но при поддержке шведов. Итак, хронологическое совпадение здесь едва ли случайно.
Возможно, что вместе с Вышеславом погиб дядя Владимира Добрыня, так как где-то с того времени его имя исчезает из источников. Е. А. Рыдзевская связывала легенду про Сигрид с влиянием легенд о мести Ольги и критически оценивала её историчность.